# Bad Zwischenahn
Bad Zwischenahn község Németországban, az Ammerland járásban. Lakosainak száma 30 051 fő (2023. december 31.). Bad Zwischenahn Edewecht és Wiefelstede községekkel határos.

## Fekvése
A wischenahner Meer tó partján fekvő település.

## Leírása
A tó parti csónakkikötő és a templom közötti parkban természetes környezetben növényritkaságok, köztük rhododendronok pompáznak. A parkban skanzen van, amelyben egy ammerlandi falu kicsinyített mását építették fel szalmatetős parasztházakkal és szélmalommal.

## Nevezetességek
- Skanzen

## Itt születtek, itt éltek
- Heinrich Sandstede (1859-1951) - növénykutató itt született
- Richard Friedese (1854-1918) - német állatfestő és festő itt halt meg
- eorg Bernhard Müller vom Siel (1865-1939) - festő, 1909-1939 között Wehnenben élt
- Adolf Georg Niesmann (1899-1990) - festő, itt halt meg

## Galéria

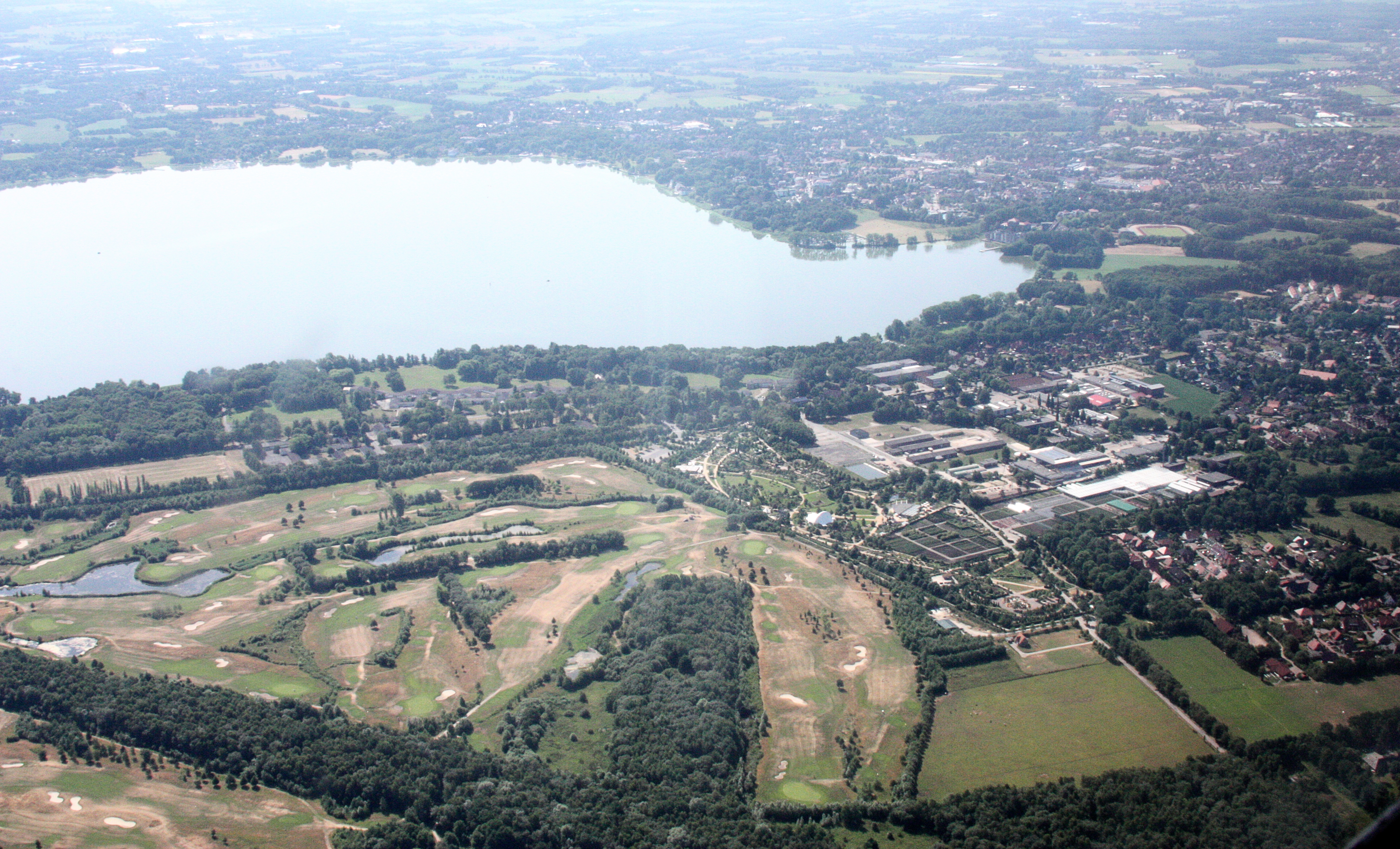
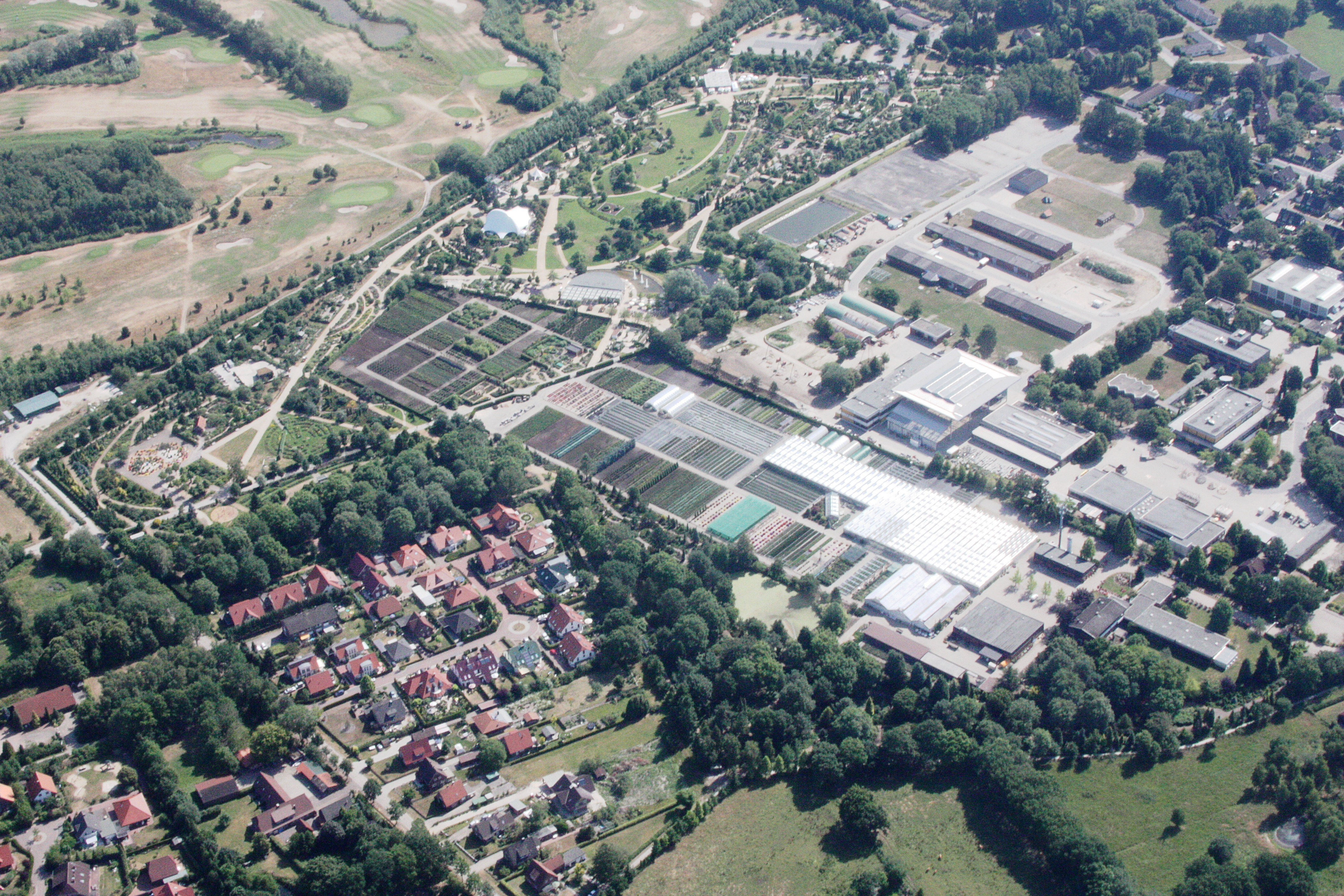
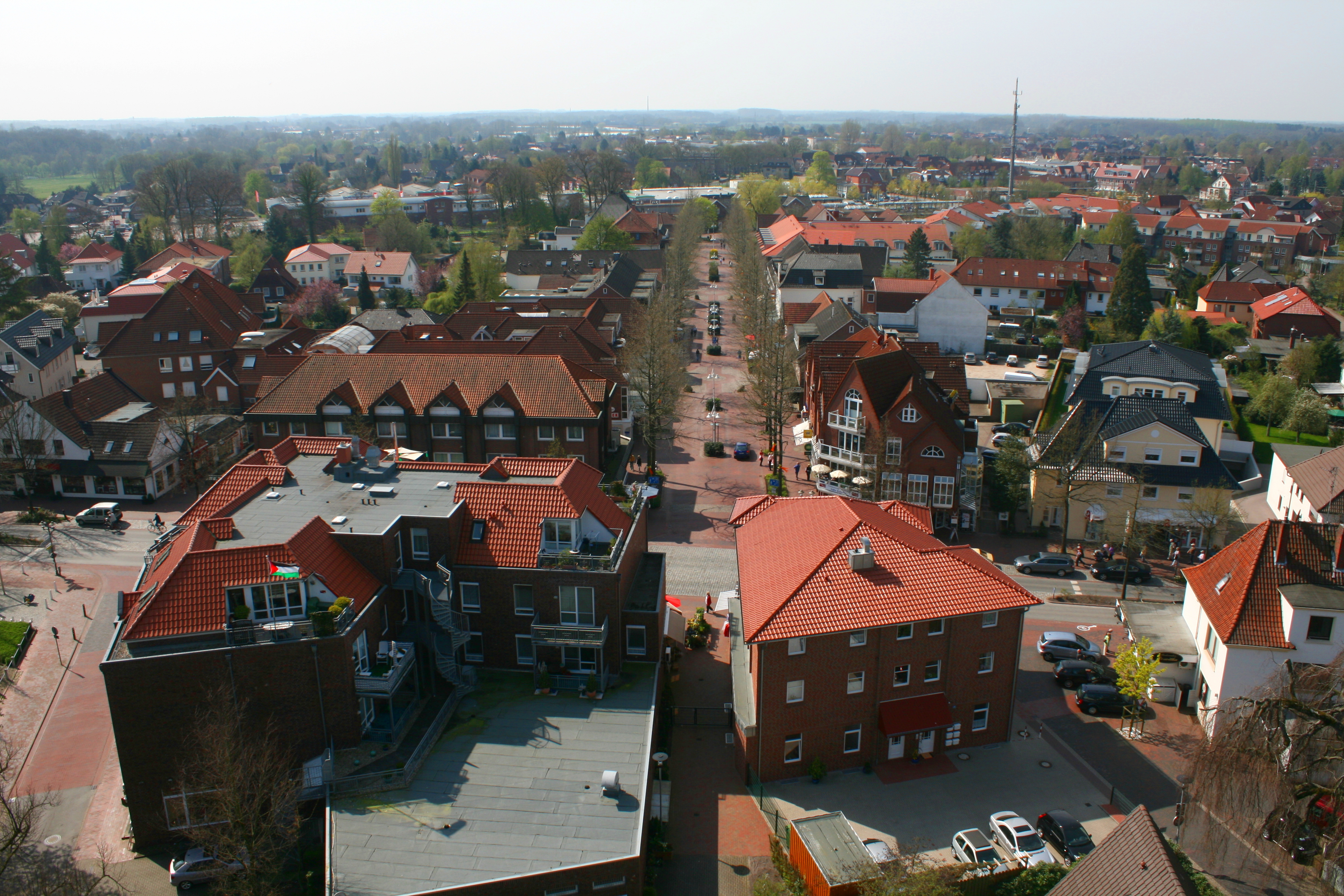
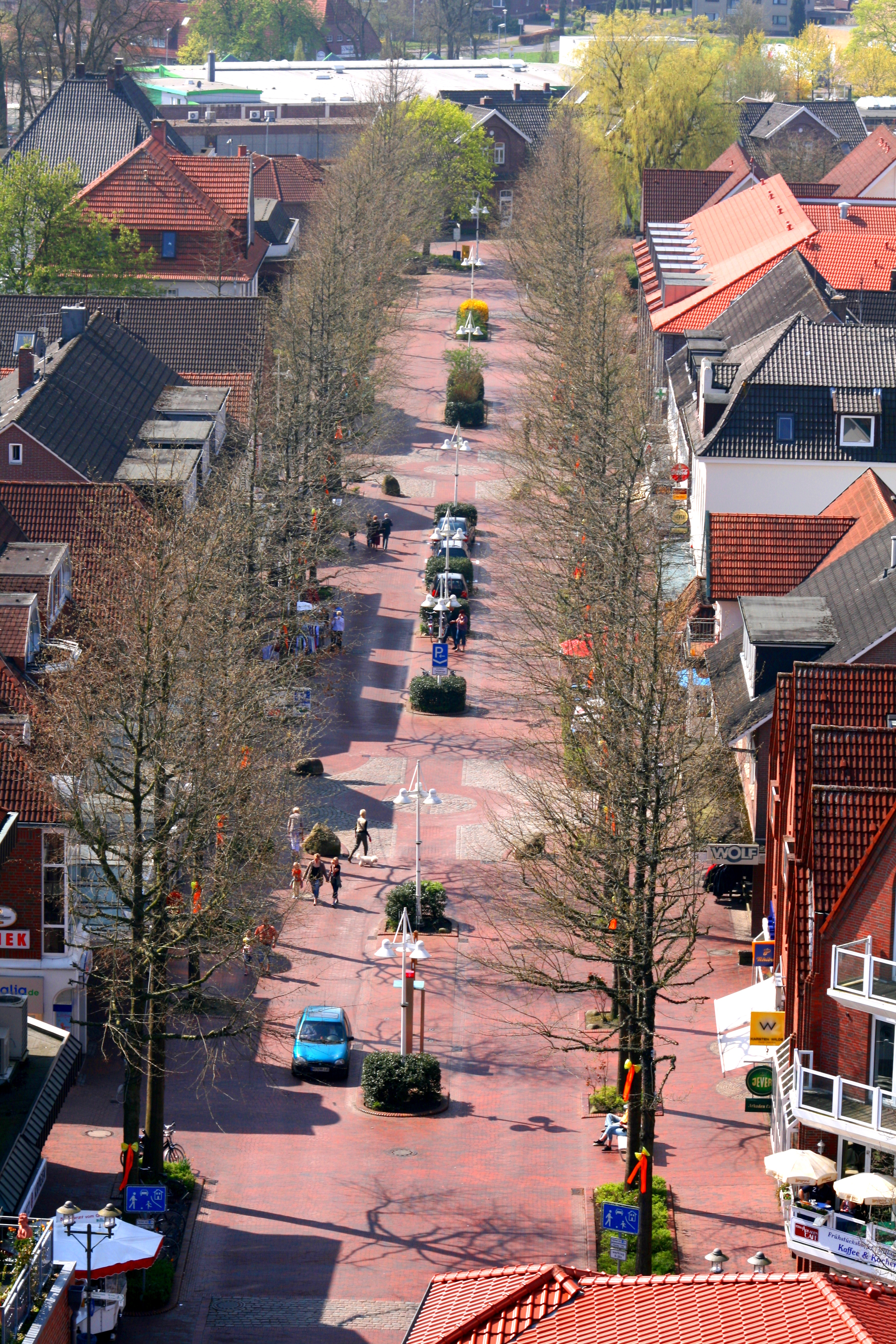
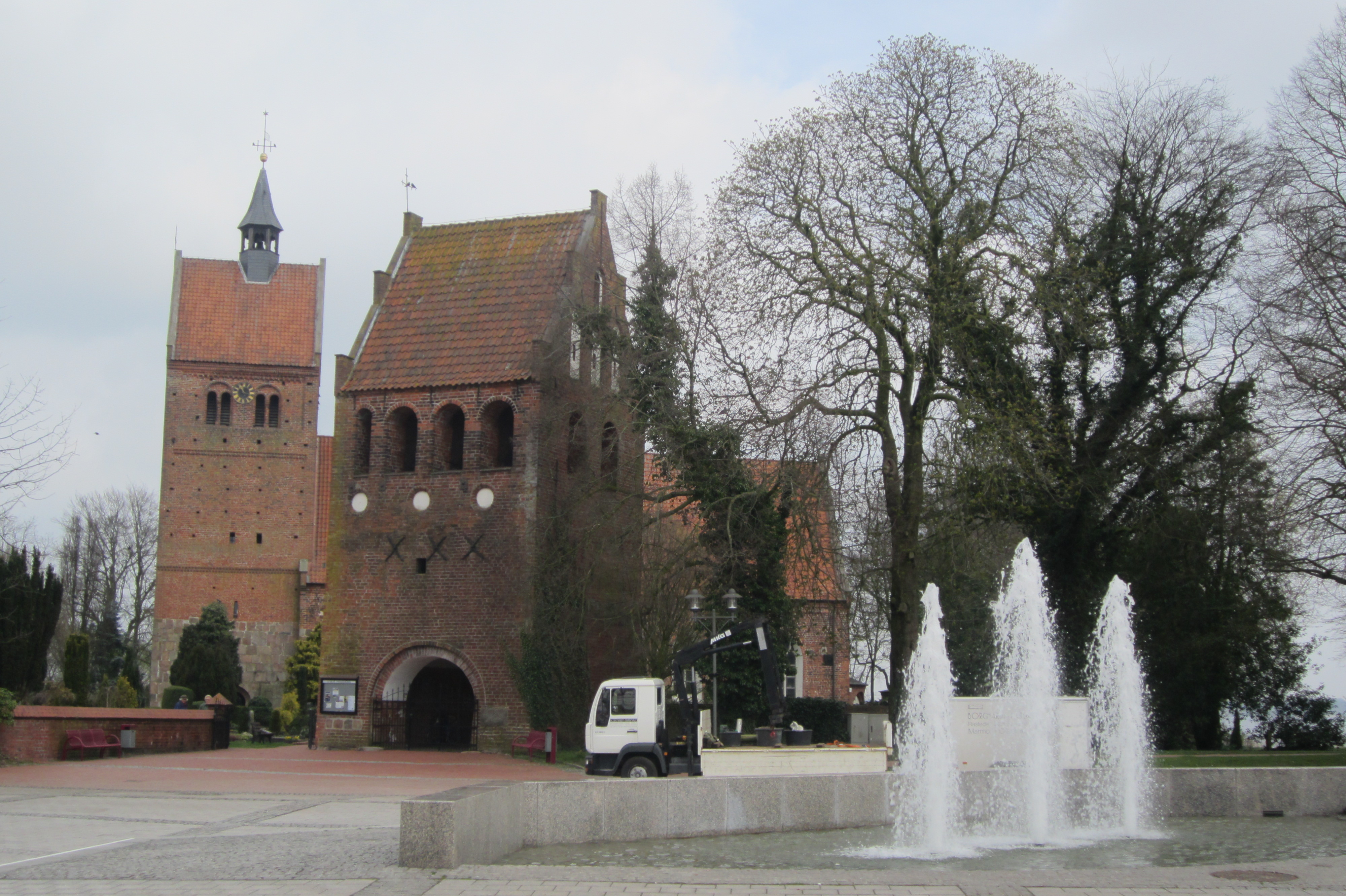
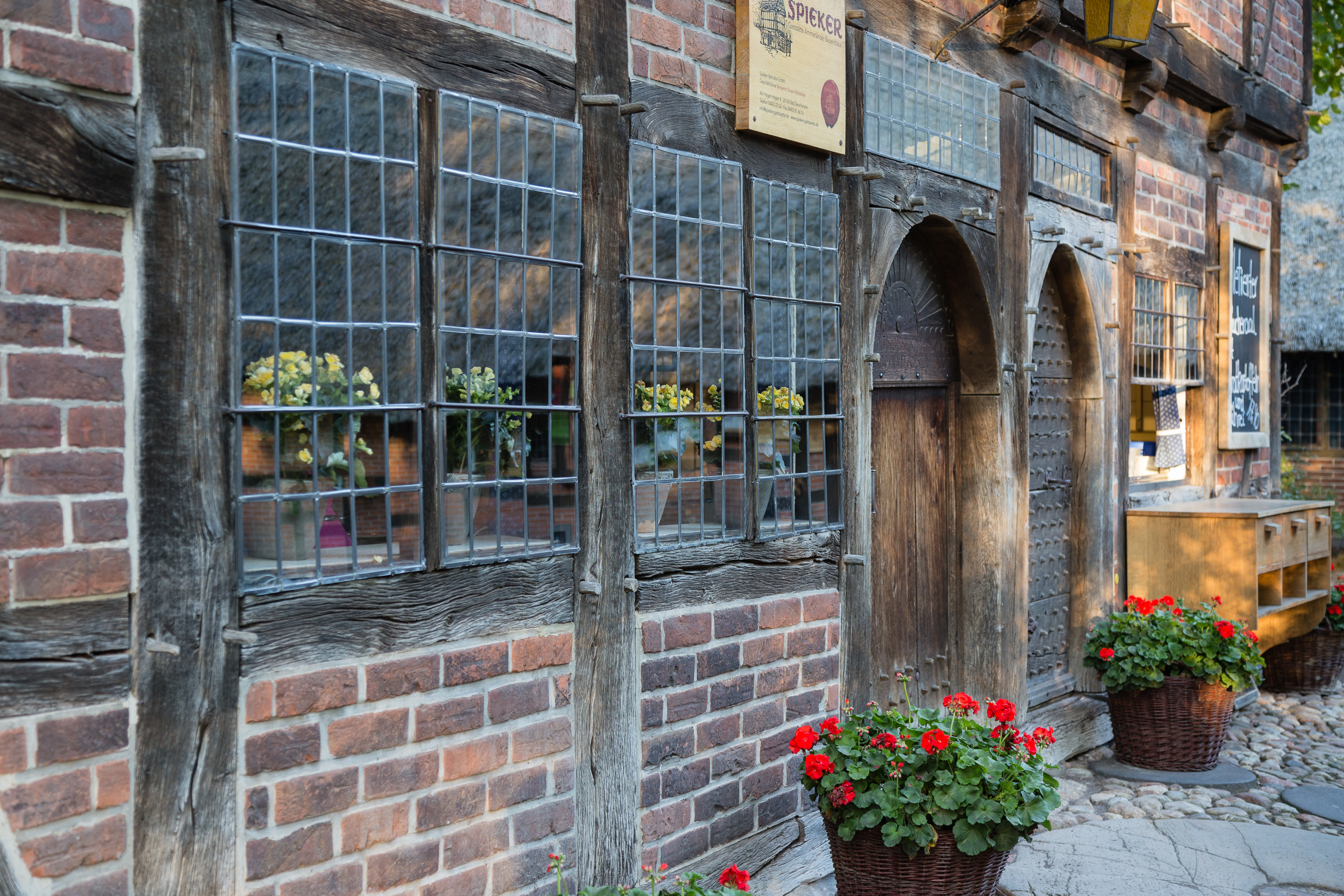
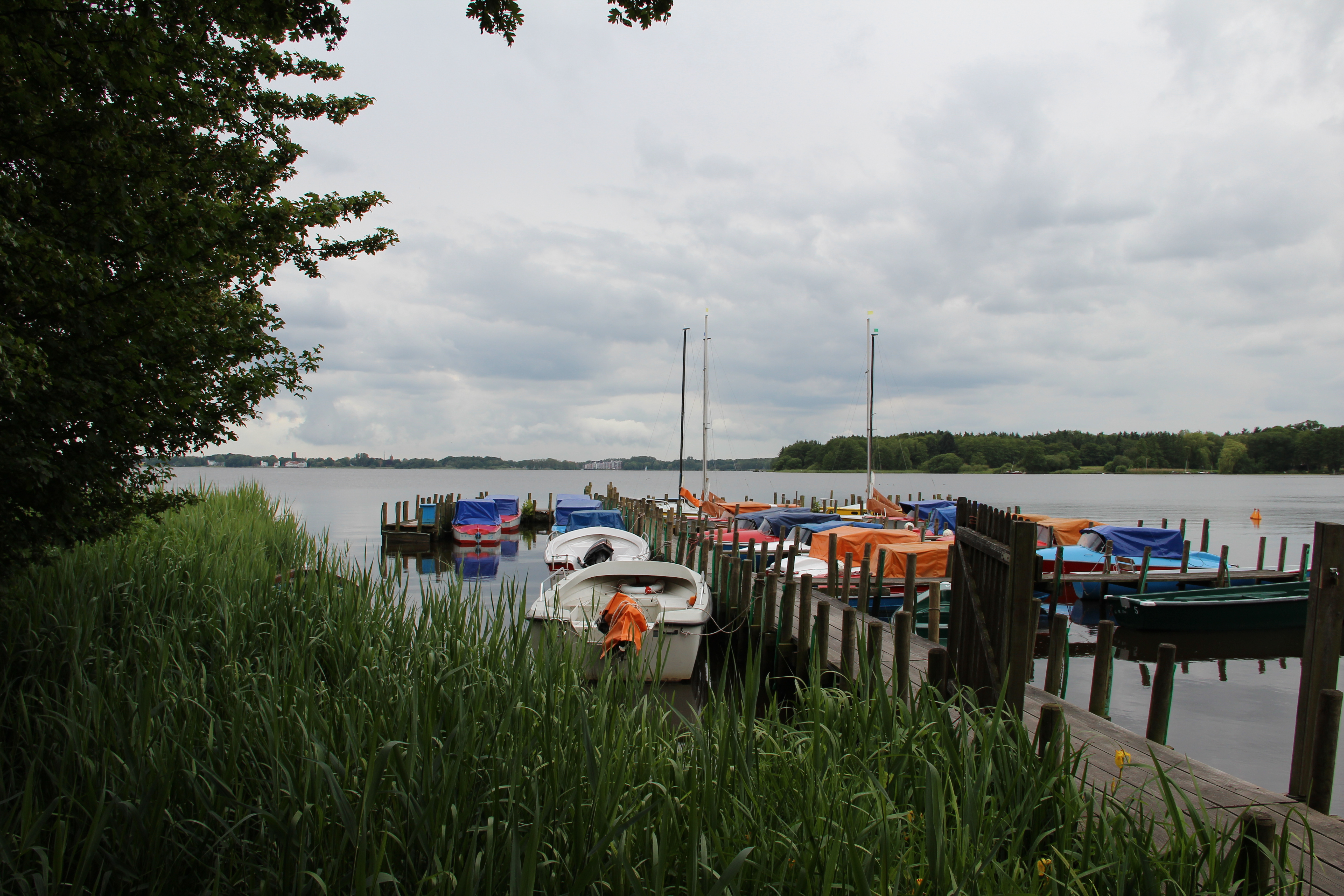
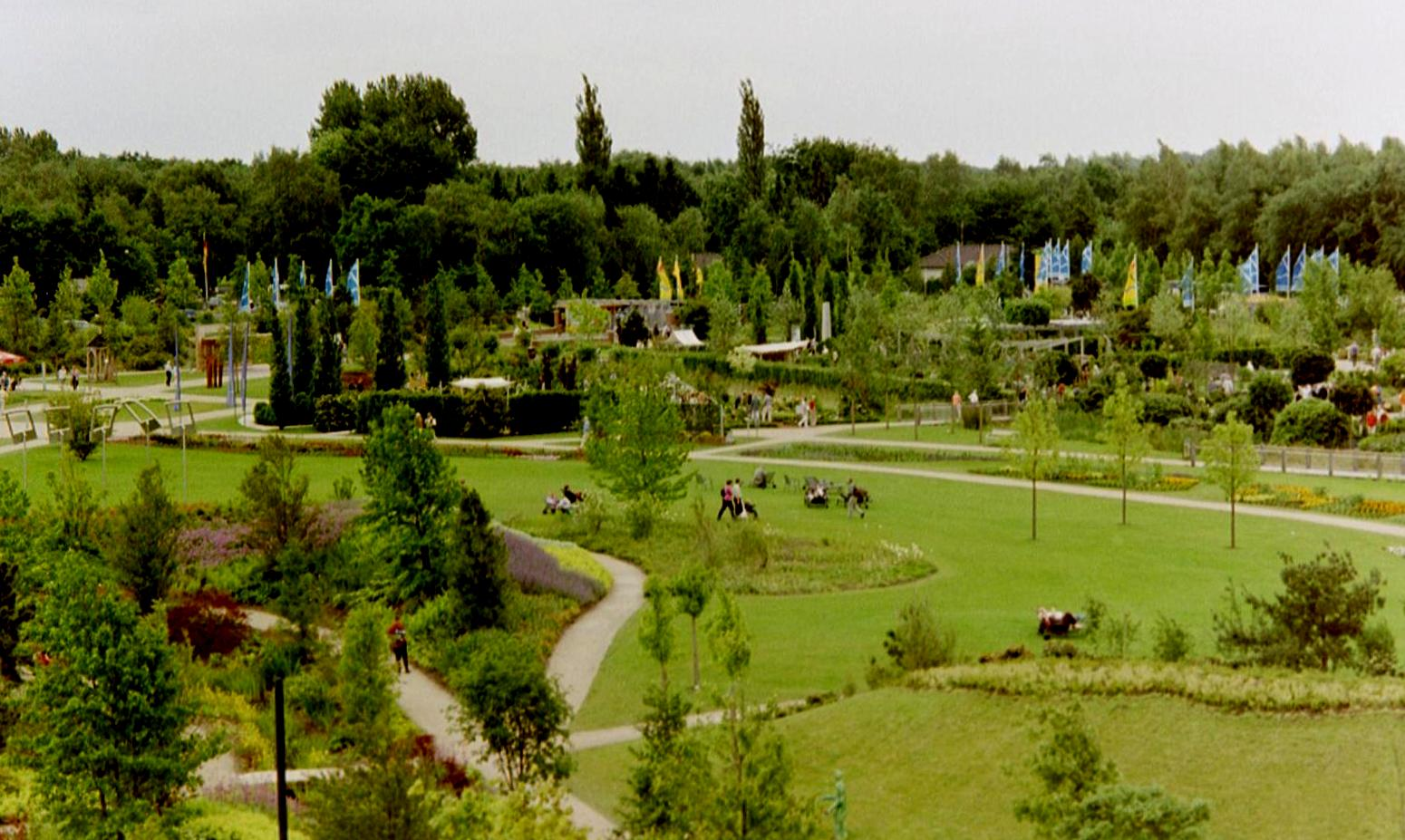
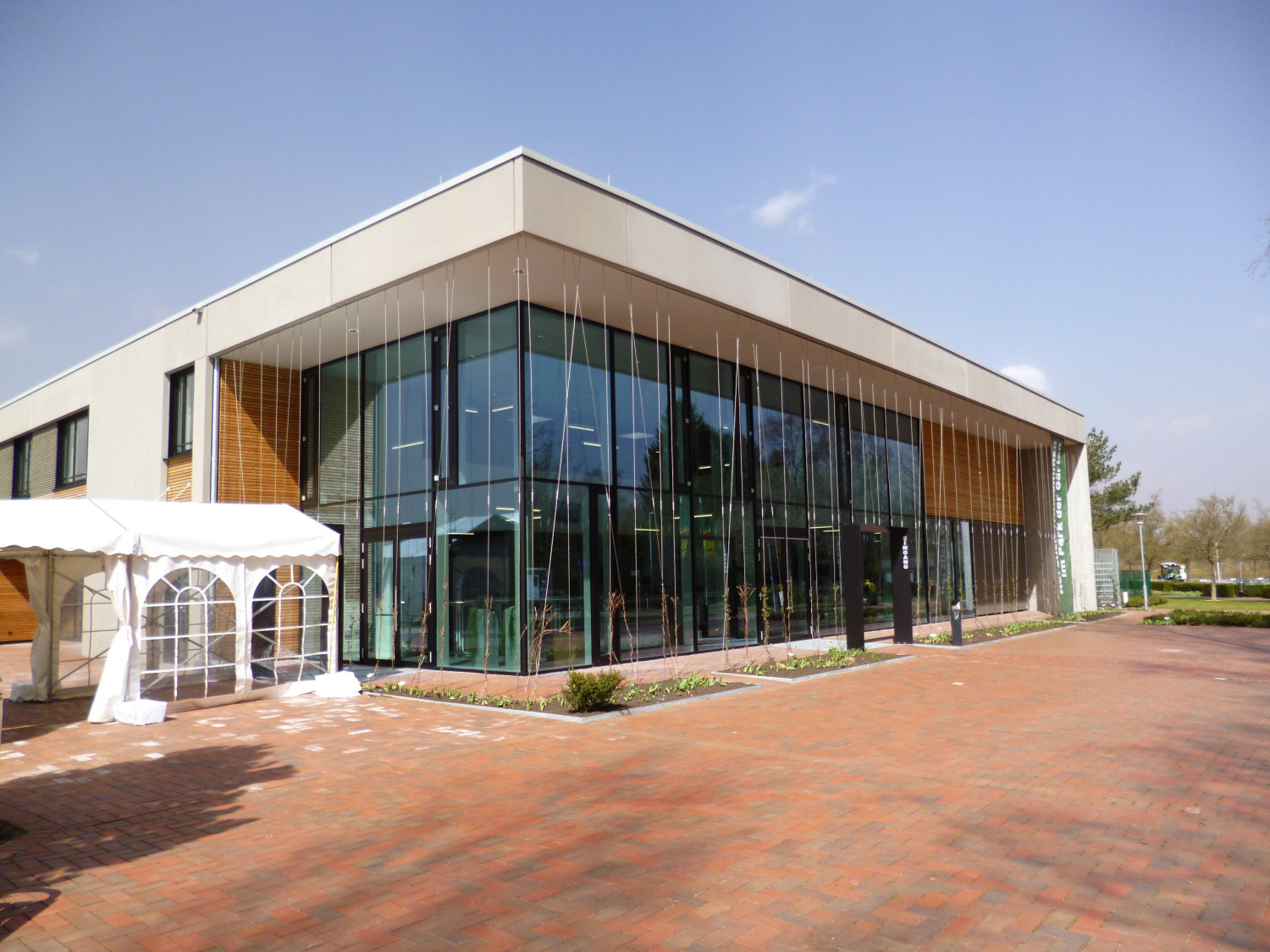
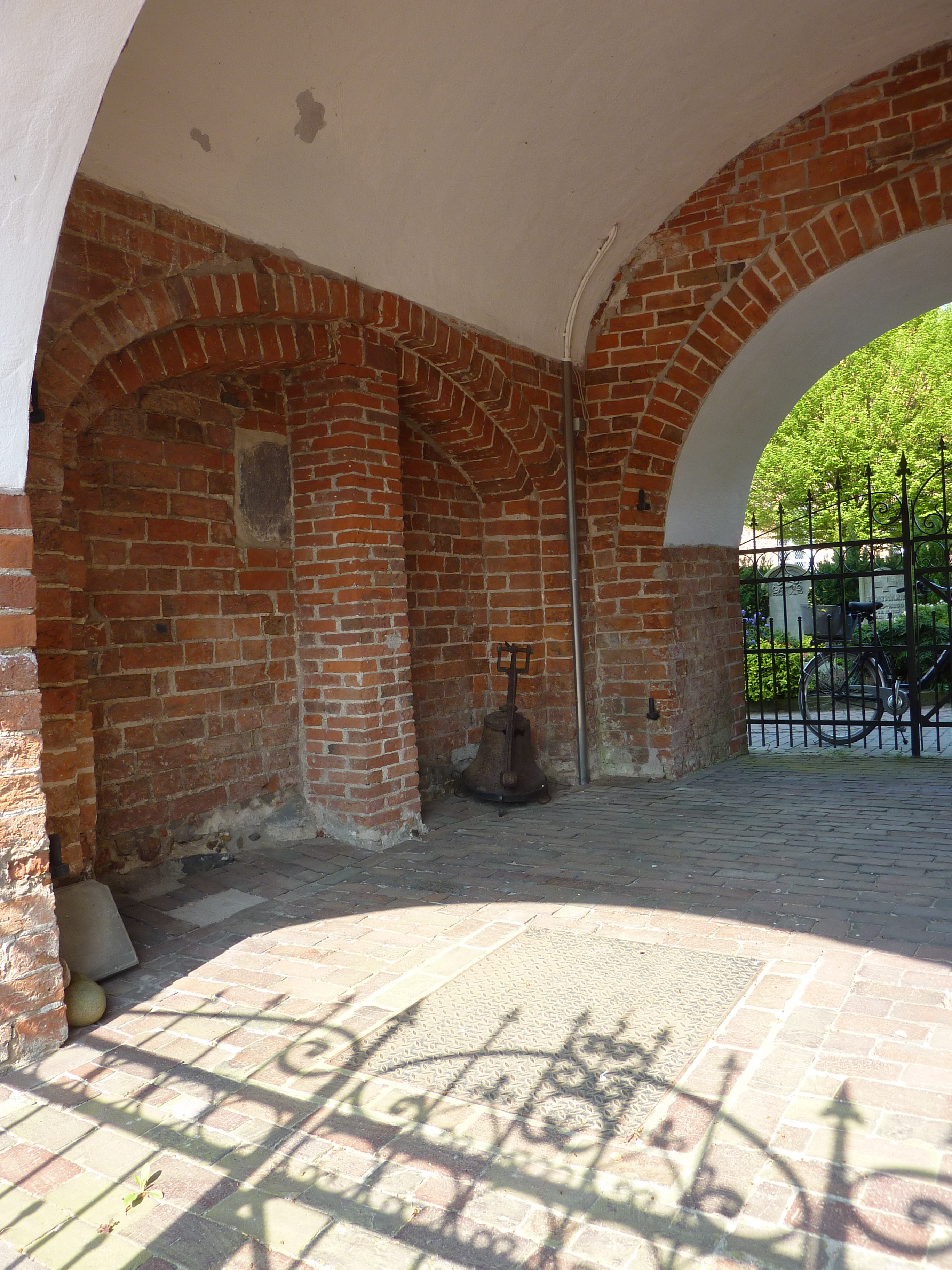
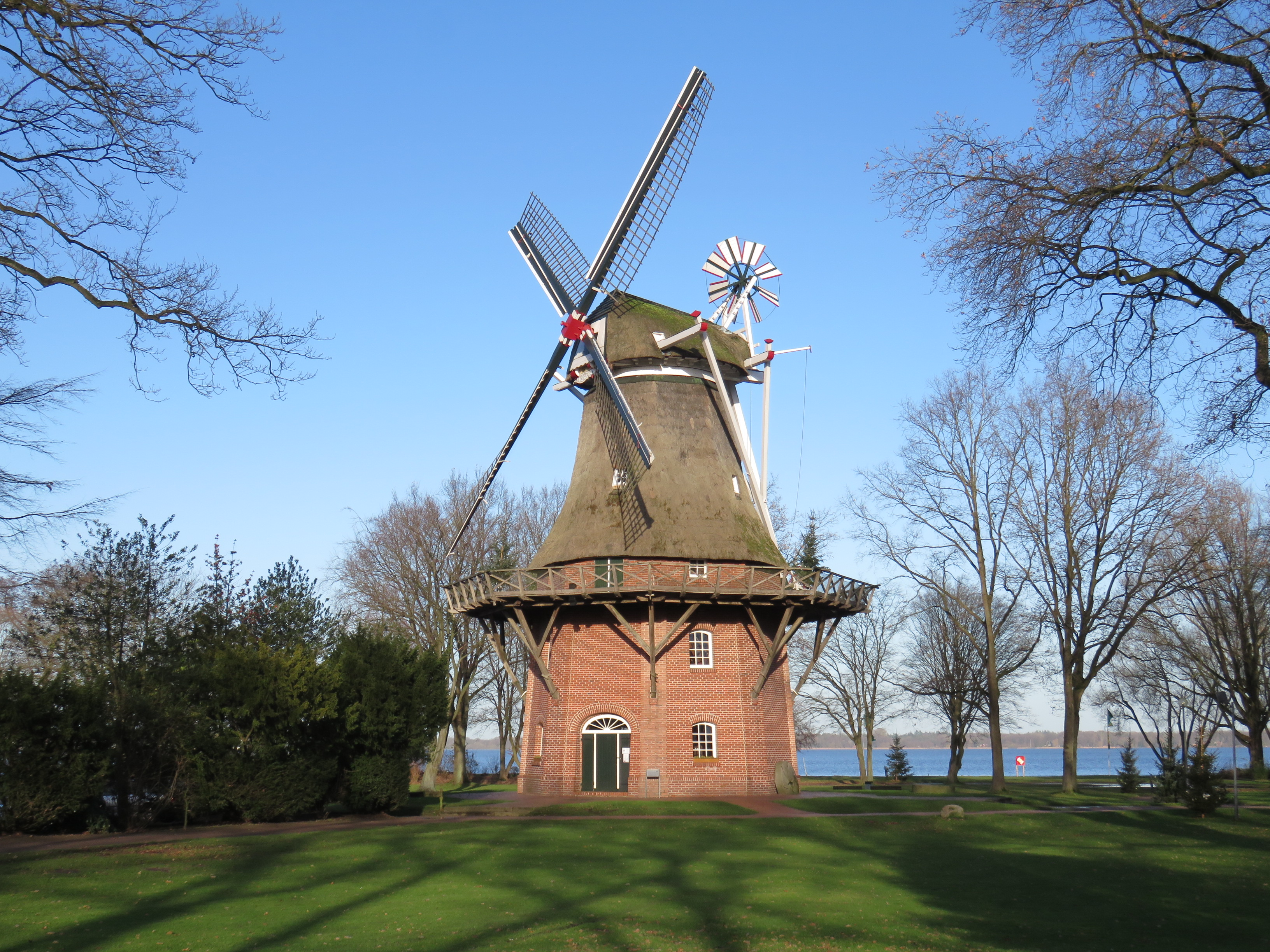
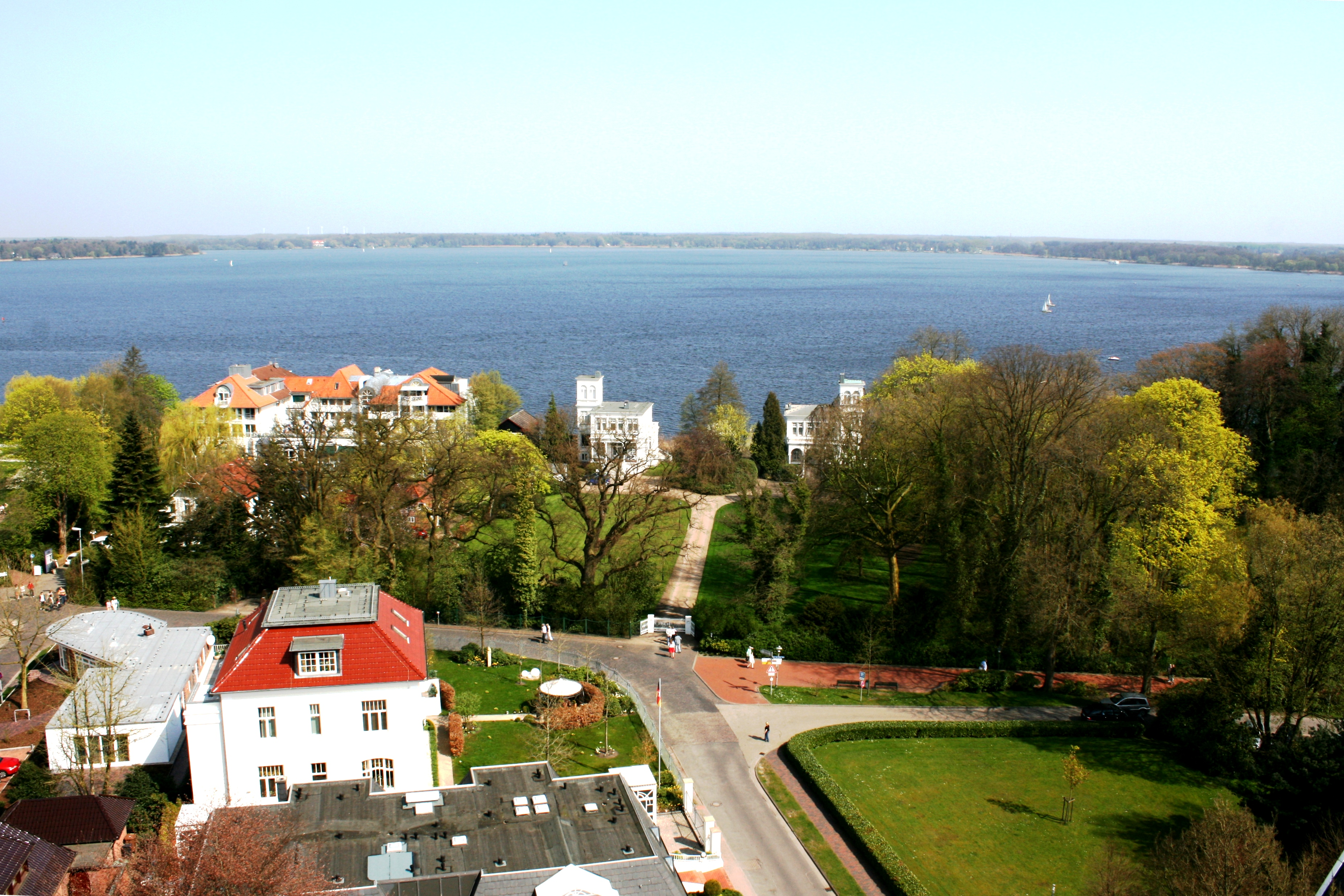
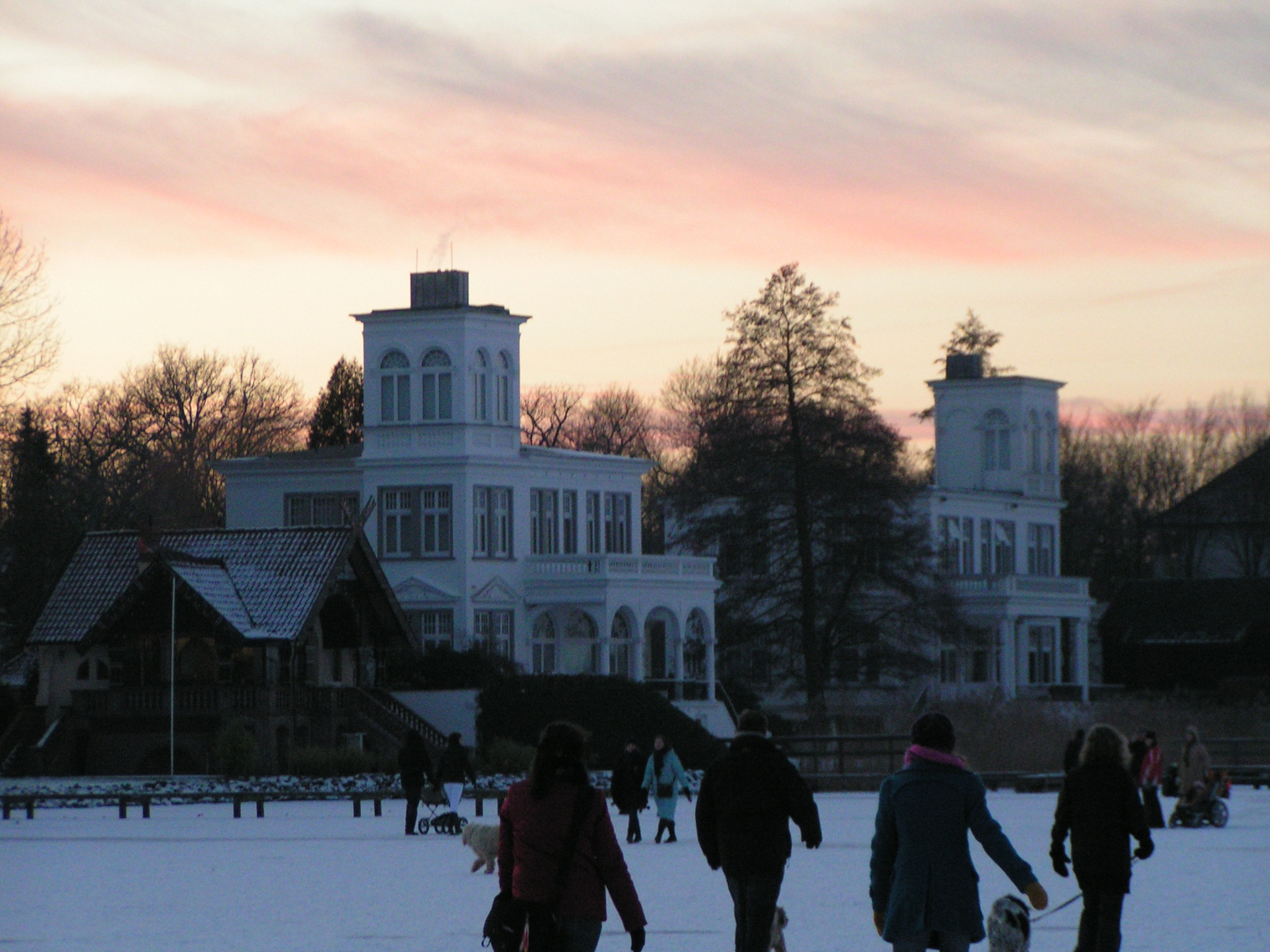
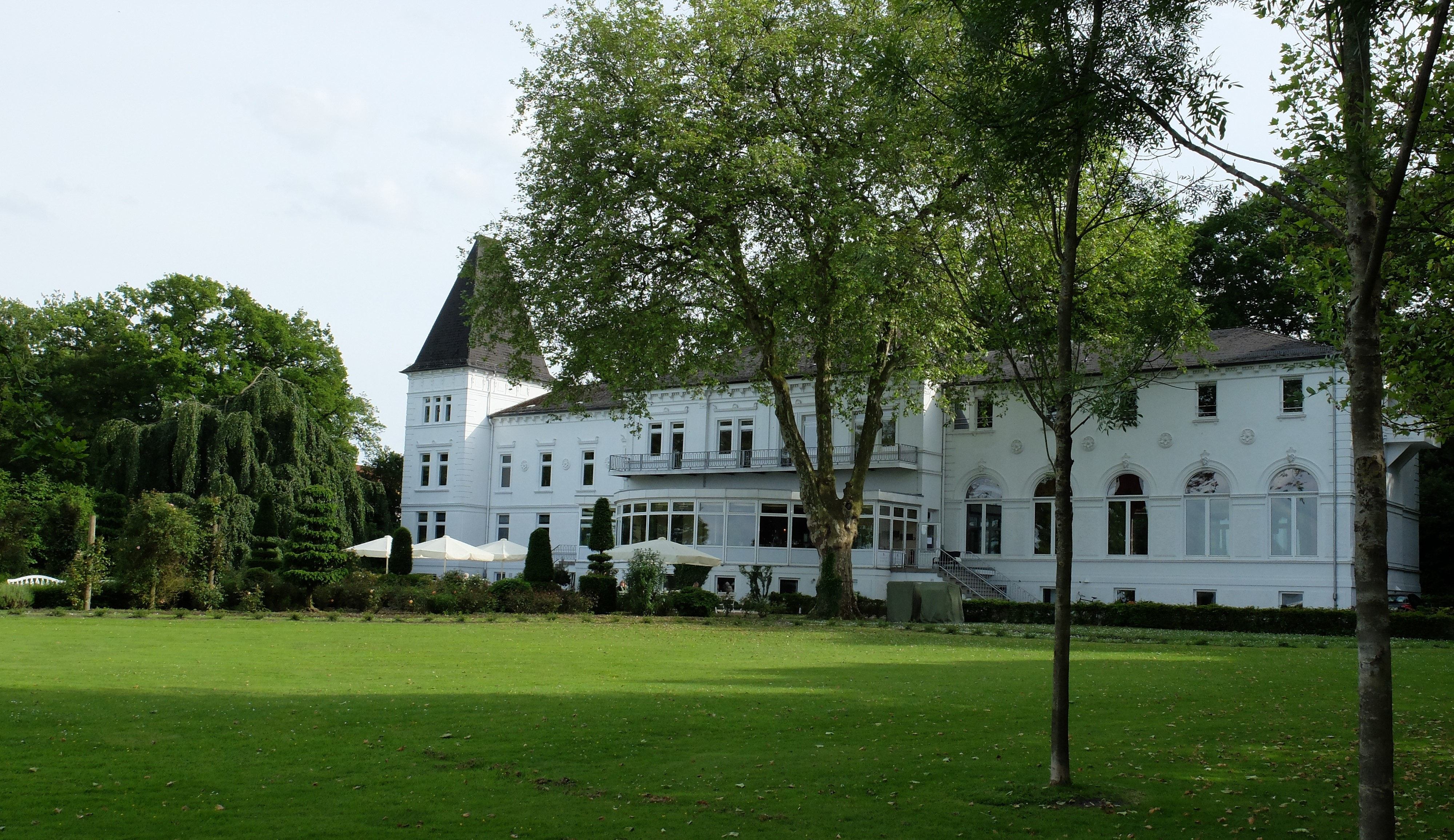

## Földrajza
Bad Zwischenahn Edewecht és Wiefelstede községekkel határos.

## Testvértelepülések
- Izegem